# Borwitz (Adelsgeschlecht)

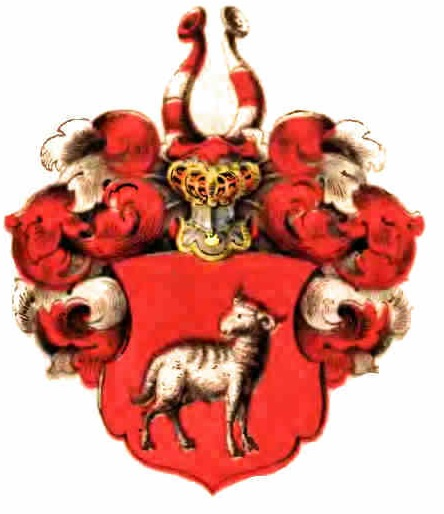
Wappen derer von Borwitz

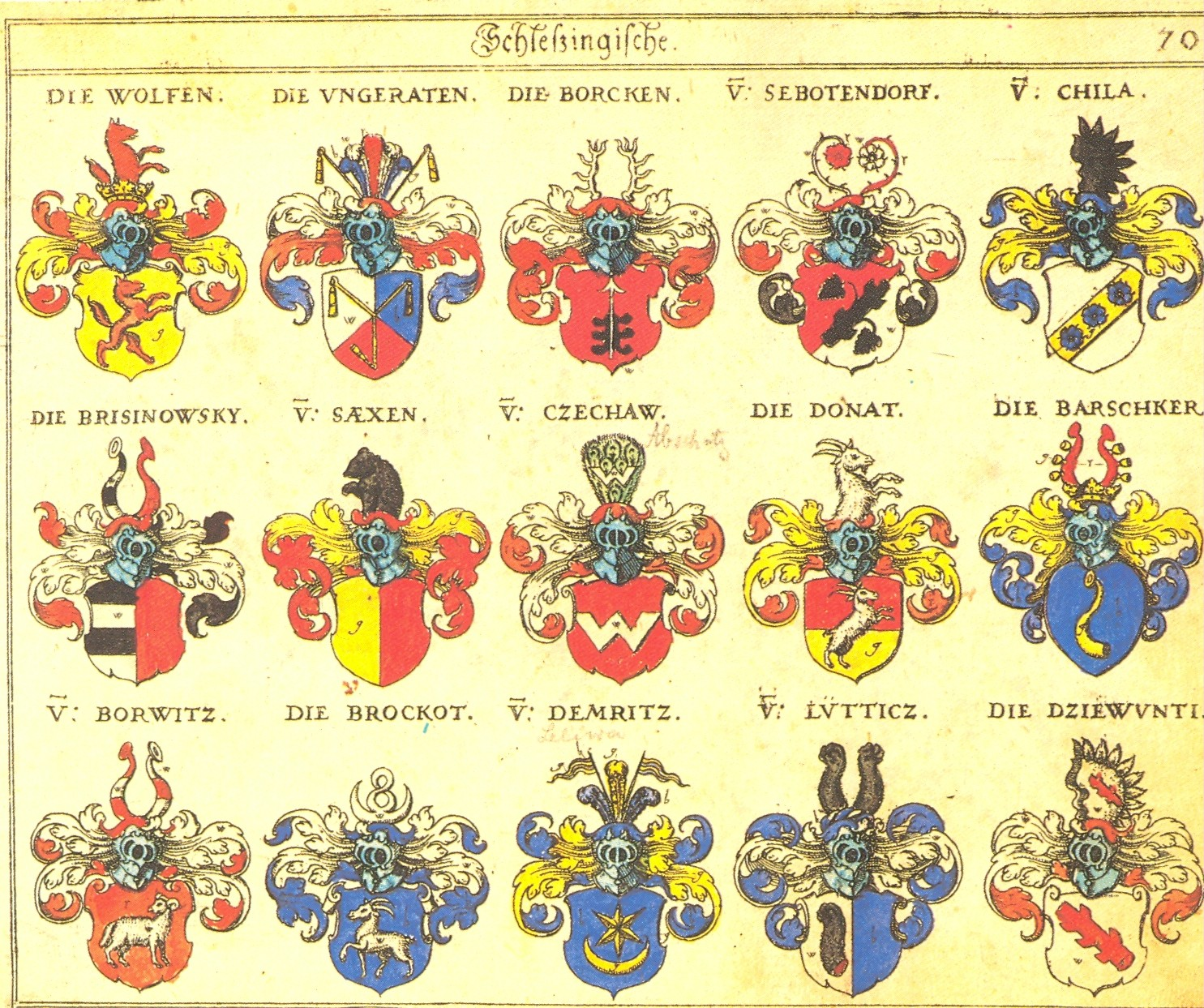
Wappen unten links in Siebmachers Wappenbuch

Borwitz, auch Borowitzky, ist der Name eines alten schlesischen Adelsgeschlechts. Es ist zu unterscheiden von dem Adelsgeschlecht Borewitz, zu dem weder eine Stamm- noch Wappenverwandtschaft besteht.

## Geschichte
Die der polnischen Wappengemeinschaft Herb Junosza angehörende Familie soll der Überlieferung nach von Polen nach Schlesien gekommen sein. Der polnische Name Bor bedeutet auf Deutsch so viel wie Wald oder Busch.
Die Brüder Christoph und Nikolaus von Borwitz auf Wiltschkau im Herzogtum Liegnitz lebten in der Wende vom 14. zum 15. Jahrhundert. Heinrich von Borwitz hielt sich 1425 am Hof Herzog Ludwig II. von Liegnitz auf. Die Linie die bei Liegnitz die Güter Koitz und Leusendorf besaß, erlosch 1608. Aus der Linie Borwitz zu Hartenstein diente Heinrich von Borwitz als Hofmarschall des Herzogs von Liegnitz. Adam von Borwitz auf Herzogswalde fungierte als Landeshauptmann des Fürstentums Brieg. Um 1618 war Hans von Borwitz Burggraf von Liegnitz.
Zu den weiteren ehemaligen Gütern in Händen der Familie zählten Klonitz bei Jauer, Kuhnern bei Striegau, Kamerau, Langendorf und Ober-Stradam bei Wartenberg sowie Trzebitzke bei Militsch. Im 19. Jahrhundert fand die Belehnung mit folgenden Gütern statt: 1817 Kloden, 1830 Grabig und Rassewitz, 1850 Weichnitz, 1854 Pinkoschine, sowie in Pommern 1847 Borntin und Nemrin. In den 1830er Jahren besaß ein Herr von Borwitz in Ostpreußen noch die Güter Pottenen bei Fischhausen und Gedan bei Heiligenbeil.
Hinzu kam das kleine Gut Hammerhof in Niederschlesien, bei Schmiedeberg gelegen. Gutsherr dort war Otto von Borwitz und Hartenstein, der zuerst mit Emilie Auguste Luise Schulz-Schönau verheiratet war. Die Töchter Agnes (1842–1869), und Ida (1840–1879), ehelichten den späteren Oberstleutnant und Gutsbesitzer auf Trebus bei Fürstenwalde Adalbert von Salviati. Otto von Borwitz und Hartenstein-Hammerhof war in zweiter Ehe mit Bertha Crauß von Craußendorf verbunden, letzte ihres Adelsgeschlechts, und hatte mir die Tochter Catharina (1858–1934), die mit dem Oberstleutnant Emil von Troschke liiert war. Der namhafteste Vertreter aus dem Haus Hammerhof wurde Hans von Borwitz und Hartenstein, unter Wilhelm von Wedell-Piesdorf und dann August zu Eulenburg Genealoge am Königlich Preußischen Hausministerium mit Sitz Berlin.

## Wappen
- Stammwappen: "Im roten Feld, ein rechtsgekehrter, links zurücksehender silberner Widder. Auf dem Helm zwei Büffelhörner.[4][14]

## Persönlichkeiten (Auswahl)
- Hans von Borwitz, um 1618 Burggraf von Liegnitz
- Heinrich von Borwitz, Hofmarschall des Herzogs von Liegnitz
- Adam von Borwitz und Hartenstein auf Herzogswaldau, 1650 fürstlich-brieg´scher Rat und Landeshauptmann[15][16]
  - Adam Christian von Borwitz, 1669 Regierungsrat zu Liegnitz
    - David Christian von Borwitz, 1720 Hofrichter des Weichbildes Lüben
- Emanuel Joseph Sigismund von Borwitz (1773–1842), preußischer Generalmajor
- Johann Friedrich von Borwitz († 1790), kaiserl. Generalmajor
  - Franz von Borwitz (1748–1811), Oberstleutnant[17]
- Hans von Borwitz und Harttenstein (1844–1918),[18] Heroldsmeister,[19][20] Kammerherr, Wirkl. Geh. Rat, Schloßhauptmann zu Liegnitz,[21][22] Exz.[23]